# Basketball-Ozeanienmeisterschaft 2007
Die Basketball-Ozeanienmeisterschaft 2007, die 18. Basketball-Ozeanienmeisterschaft, fand zwischen dem 20. und 24. August 2007 in Brisbane, Melbourne und Sydney, Australien statt, das zum siebten Mal die Meisterschaft ausrichtete. Gewinner war der Gastgeber, der zum 16. Mal den Titel erringen konnte. In der Serie konnte Neuseeland mit 2:1 Siegen geschlagen werden. 

## Spielorte
| Ort       | Spielstätte                   | Kapazität |
| --------- | ----------------------------- | --------- |
| Brisbane  | Brisbane Entertainment Centre | 14.500    |
| Melbourne | Vodafone Arena                | 10.500    |
| Sydney    | Sydney Entertainment Centre   | 10.517    |

## Schiedsrichter
Romualdas Brazauskas

 Vaughan Mayberry

Andy Thackray

## Teilnehmende Mannschaften
Australien
| Nummer | Position | Name                  | Geburtsdatum | Größe      |
| ------ | -------- | --------------------- | ------------ | ---------- |
| 4      |          | Damien Ronald Ryan    | 20.09.1979   |            |
| 5      | G        | Patty Mills           | 11.08.1988   | 1,83 Meter |
| 6      | G/F      | Sam Mackinnon         | 25.08.1976   | 1,97 Meter |
| 7      | SG       | Luke Kendall          | 25.05.1981   | 1,93 Meter |
| 8      | F        | Brad Newley           | 18.02.1985   | 1,99 Meter |
| 9      | G        | Lafarrell Darnell Mee | 11.02.1971   | 1,96 Meter |
| 10     | G/F      | Jason Smith           | 20.10.1974   | 1,94 Meter |
| 11     |          | Mark Worthington      | 08.06.1983   | 2,02 Meter |
| 12     | F        | Glen Saville          | 17.01.1976   | 1,99 Meter |
| 13     | C        | David Andersen        | 23.06.1980   | 2,10 Meter |
| 14     | PF       | Russel Hinder         | 10.07.1979   | 2,08 Meter |
| 15     | C        | Wade Helliwell        | 10.05.1978   | 2,12 Meter |

 Neuseeland
| Nummer | Position | Name           | Geburtsdatum | Größe      |
| ------ | -------- | -------------- | ------------ | ---------- |
| 4      | G        | Mark Dickel    | 21.12.1976   | 1,87 Meter |
| 5      |          | Lindsay Tait   | 08.01.1982   | 1,90 Meter |
| 6      | G        | Kirk Penney    | 23.11.1980   | 1,96 Meter |
| 7      | G        | Paul Henare    | 04.03.1979   | 1,82 Meter |
| 8      | SG       | Phill Jones    | 25.01.1974   | 1,97 Meter |
| 9      | G        | Paora Winitana | 06.12.1976   | 1,95 Meter |
| 10     | F        | Dillon Boucher | 27.12.1975   | 1,95 Meter |
| 11     | SF       | Pero Cameron   | 05.06.1974   | 2,00 Meter |
| 12     | C        | Tony Rampton   | 30.05.1976   | 2,13 Meter |
| 13     |          | Casey Frank    | 23.10.1977   | 2,03 Meter |
| 14     | PF       | Craig Bradshaw | 28.07.1983   | 2,08 Meter |
| 15     |          | Mika Vukona    | 13.05.1982   | 1,93 Meter |

## Modus
Gespielt wurde in Form einer Best-of-Three Serie. Die Mannschaft, die zuerst zwei Siege erringen konnte, wurde Basketball-Ozeanienmeister 2007.

## Ergebnisse
| 20. August 2007 19:30 | Bericht | Australien                                                                    | 79 – 67 | Neuseeland                                                                                         | Vodafone Arena, Melbourne Zuschauer: 6053 Schiedsrichter: Romualdas Brazauskas, Vaughan Mayberry, Andy Thackray |
| 20. August 2007 19:30 | Bericht | Punkte pro Viertel: 18 : 16, 25 : 21, 16 : 9, 20 : 21                         |         | | Vodafone Arena, Melbourne Zuschauer: 6053 Schiedsrichter: Romualdas Brazauskas, Vaughan Mayberry, Andy Thackray |
| 20. August 2007 19:30 | Bericht | Punkte: David Andersen 20 Rebounds: Sam Mackinnon 7 Assists: David Andersen 4 |         | Punkte: Kirk Penney 20 Rebounds: Pero Cameron, Casey Frank, Lindsay Tait 5 Assists: Pero Cameron 5 | Vodafone Arena, Melbourne Zuschauer: 6053 Schiedsrichter: Romualdas Brazauskas, Vaughan Mayberry, Andy Thackray |
| 20. August 2007 19:30 | Bericht |                                                                               |         | | Vodafone Arena, Melbourne Zuschauer: 6053 Schiedsrichter: Romualdas Brazauskas, Vaughan Mayberry, Andy Thackray |

| 22. August 2007 19:30 | Bericht | Neuseeland | 67 – 93 | Australien                                                                 | Sydney Entertainment Centre, Sydney Zuschauer: 4517 Schiedsrichter: Romualdas Brazauskas, Vaughan Mayberry, Andy Thackray |
| 22. August 2007 19:30 | Bericht | Punkte pro Viertel: 17 : 25, 25 : 16, 9 : 28, 16 : 24                                                          |         |                                                                            | Sydney Entertainment Centre, Sydney Zuschauer: 4517 Schiedsrichter: Romualdas Brazauskas, Vaughan Mayberry, Andy Thackray |
| 22. August 2007 19:30 | Bericht | Punkte: Kirk Penney 21 Rebounds: Pero Cameron, Kirk Penney 7 Assists: Pero Cameron, Paul Henare, Kirk Penney 3 |         | Punkte: Sam Mackinnon 18 Rebounds: Sam Mackinnon 7 Assists: Glen Saville 5 | Sydney Entertainment Centre, Sydney Zuschauer: 4517 Schiedsrichter: Romualdas Brazauskas, Vaughan Mayberry, Andy Thackray |
| 22. August 2007 19:30 | Bericht | |         |                                                                            | Sydney Entertainment Centre, Sydney Zuschauer: 4517 Schiedsrichter: Romualdas Brazauskas, Vaughan Mayberry, Andy Thackray |

| 24. August 2007 19:30 | Bericht | Australien                                                                | 58 – 67 | Neuseeland                                                              | Brisbane Entertainment Centre, Brisbane Zuschauer: 3537 Schiedsrichter: Romualdas Brazauskas, Vaughan Mayberry, Andy Thackray |
| 24. August 2007 19:30 | Bericht | Punkte pro Viertel: 12 : 18, 12 : 10, 21 : 13, 13 : 26                    |         |                                                                         | Brisbane Entertainment Centre, Brisbane Zuschauer: 3537 Schiedsrichter: Romualdas Brazauskas, Vaughan Mayberry, Andy Thackray |
| 24. August 2007 19:30 | Bericht | Punkte: Brad Newley 14 Rebounds: Sam Mackinnon 8 Assists: Sam Mackinnon 3 |         | Punkte: Phill Jones 17 Rebounds: Phill Jones 12 Assists: Pero Cameron 6 | Brisbane Entertainment Centre, Brisbane Zuschauer: 3537 Schiedsrichter: Romualdas Brazauskas, Vaughan Mayberry, Andy Thackray |
| 24. August 2007 19:30 | Bericht |                                                                           |         |                                                                         | Brisbane Entertainment Centre, Brisbane Zuschauer: 3537 Schiedsrichter: Romualdas Brazauskas, Vaughan Mayberry, Andy Thackray |

| Australien         |
| Meister Australien |
| 16. Meisterschaft  |

## Statistiken

### Individuelle Statistiken

#### Punkte
| Gesamt | Gesamt         | Gesamt | pro Spiel | pro Spiel      | pro Spiel    |
| Platz  | Name           | Anzahl | Platz     | Name           | Durchschnitt |
| ------ | -------------- | ------ | --------- | -------------- | ------------ |
| 1      | Kirk Penney    | 49     | 1         | Kirk Penney    | 16,3         |
| 2      | Sam Mackinnon  | 45     | 2         | Sam Mackinnon  | 15,0         |
| 3      | David Andersen | 37     | 3         | David Andersen | 12,3         |
| 4      | Pero Cameron   | 34     | 4         | Glen Saville   | 12,0         |
| 5      | Craig Bradshaw | 33     | 5         | Pero Cameron   | 11,3         |

#### Rebounds
| Gesamt | Gesamt         | Gesamt | pro Spiel | pro Spiel      | pro Spiel    |
| Platz  | Name           | Anzahl | Platz     | Name           | Durchschnitt |
| ------ | -------------- | ------ | --------- | -------------- | ------------ |
| 1      | Sam Mackinnon  | 22     | 1         | Sam Mackinnon  | 7,3          |
| 2      | Pero Cameron   | 19     | 2         | Pero Cameron   | 6,3          |
|        | Phill Jones    | 19     |           | Phill Jones    | 6,3          |
| 3      | David Andersen | 14     | 3         | David Andersen | 4,7          |
| 4      | Dillon Boucher | 13     | 4         | Dillon Boucher | 4,3          |

#### Assists
| Gesamt | Gesamt         | Gesamt | pro Spiel | pro Spiel      | pro Spiel    |
| Platz  | Name           | Anzahl | Platz     | Name           | Durchschnitt |
| ------ | -------------- | ------ | --------- | -------------- | ------------ |
| 1      | Pero Cameron   | 14     | 1         | Pero Cameron   | 4,7          |
| 2      | Glen Saville   | 7      | 2         | Glen Saville   | 3,5          |
| 3      | David Andersen | 6      | 3         | David Andersen | 2,0          |
|        | Sam Mackinnon  | 6      |           | Sam Mackinnon  | 2,0          |
| 4      | Paul Henare    | 4      | 4         | Paul Henare    | 1,3          |

#### Blocks
| Gesamt | Gesamt         | Gesamt | pro Spiel | pro Spiel      | pro Spiel    |
| Platz  | Name           | Anzahl | Platz     | Name           | Durchschnitt |
| ------ | -------------- | ------ | --------- | -------------- | ------------ |
| 1      | Russel Hinder  | 4      | 1         | Russel Hinder  | 1,3          |
| 2      | Casey Frank    | 3      | 2         | Casey Frank    | 1,0          |
|        | Sam Mackinnon  | 3      |           | Sam Mackinnon  | 1,0          |
| 3      | David Andersen | 2      | 3         | David Andersen | 0,7          |
| 4      | Glen Saville   | 1      | 4         | Glen Saville   | 0,5          |

#### Steals
| Gesamt | Gesamt                | Gesamt | pro Spiel | pro Spiel             | pro Spiel    |
| Platz  | Name                  | Anzahl | Platz     | Name                  | Durchschnitt |
| ------ | --------------------- | ------ | --------- | --------------------- | ------------ |
| 1      | Sam Mackinnon         | 6      | 1         | Sam Mackinnon         | 2,0          |
|        | Lafarrell Darnell Mee | 6      |           | Lafarrell Darnell Mee | 2,0          |
| 2      | Dillon Boucher        | 3      | 2         | Glen Saville          | 1,5          |
|        | Glen Saville          | 3      | 3         | Dillon Boucher        | 1,0          |
| 3      | Patrick Mills         | 2      | 4         | Patrick Mills         | 0,7          |

### Kollektive Statistiken

#### Punkte
| Gesamt | Gesamt     | Gesamt | pro Spiel | pro Spiel  | pro Spiel    |
| Platz  | Name       | Anzahl | Platz     | Name       | Durchschnitt |
| ------ | ---------- | ------ | --------- | ---------- | ------------ |
| 1      | Australien | 230    | 1         | Australien | 76,7         |
| 2      | Neuseeland | 201    | 2         | Neuseeland | 67,0         |

#### Rebounds
| Gesamt | Gesamt     | Gesamt | pro Spiel | pro Spiel  | pro Spiel    |
| Platz  | Name       | Anzahl | Platz     | Name       | Durchschnitt |
| ------ | ---------- | ------ | --------- | ---------- | ------------ |
| 1      | Neuseeland | 116    | 1         | Neuseeland | 38,7         |
| 2      | Australien | 90     | 2         | Australien | 30,0         |

#### Assists
| Gesamt | Gesamt     | Gesamt | pro Spiel | pro Spiel  | pro Spiel    |
| Platz  | Name       | Anzahl | Platz     | Name       | Durchschnitt |
| ------ | ---------- | ------ | --------- | ---------- | ------------ |
| 1      | Australien | 40     | 1         | Australien | 13,3         |
| 2      | Neuseeland | 31     | 2         | Neuseeland | 10,3         |

#### Blocks
| Gesamt | Gesamt     | Gesamt | pro Spiel | pro Spiel  | pro Spiel    |
| Platz  | Name       | Anzahl | Platz     | Name       | Durchschnitt |
| ------ | ---------- | ------ | --------- | ---------- | ------------ |
| 1      | Australien | 13     | 1         | Australien | 4,3          |
| 2      | Neuseeland | 8      | 2         | Neuseeland | 2,7          |

#### Steals
| Gesamt | Gesamt     | Gesamt | pro Spiel | pro Spiel  | pro Spiel    |
| Platz  | Name       | Anzahl | Platz     | Name       | Durchschnitt |
| ------ | ---------- | ------ | --------- | ---------- | ------------ |
| 1      | Australien | 22     | 1         | Australien | 7,3          |
| 2      | Neuseeland | 4      | 2         | Neuseeland | 1,3          |

## Abschlussplatzierung
| Rang | Mannschaft |
| ---- | ---------- |
| 1    | Australien |
| 2    | Neuseeland |

Australien qualifizierte sich durch den 2:1-Erfolg für die Olympischen Sommerspiele 2008 in Peking, Volksrepublik China. Neuseeland nahm als Zweiter am Basketball-Qualifikationsturnier für die Olympischen Spiele 2008 teil.